# Topologie combinatoire
Ne doit pas être confondue avec la combinatoire topologique
En mathématiques, la topologie combinatoire est l'ancêtre de la topologie algébrique.

## Histoire
À l'époque, les invariants topologiques (par exemple les nombres de Betti) étaient construits à l'aide de décompositions combinatoires des espaces, comme les décompositions simpliciales.
Le changement de nom de la discipline reflète un changement de nature dans les invariants construits, effectué dans les années 1930 par Heinz Hopf, Leopold Vietoris et Walther Mayer. On attribue parfois à Emmy Noether une influence initiale dans cette évolution.